# WeChat

Logo-urile Alipay și WeChat la un casier Burger King din Beijing

WeChat (chineză: 微信; pinyin: Wēixìn) este o aplicație mobilă chinezească de folosință multiplă, care îmbină mesageria, rețeaua de socializare și portmoneul electronic. A fost creată de Tencent în 2011 și a devenit una dintre cele mai mari aplicații mobile independente în 2018, cu 1 miliard de utilizatori activi lunar.  (Numărul de utilizatori activi pe zi este de 902 milioane.)

## Popularitate
Fiindcă încorporează multe funcții și este independentă de platformă, a fost numită "aplicația pentru toate", prima „super aplicație” din lume, una dintre cele mai puternice aplicații.
În China este un instrument indispensabil pentru socializare pe Internet. Comunicarea de zi cu zi are loc în mare parte pe WeChat, care devine calea unică de comunicare, diminuând drastic rolul  telefoniei, mesageriei vocale sau de text și e-mail.  Ca urmare a satisfacției comunității de utilizatori chinezești, succesul acesteia este în creștere, iar străinii care trăiesc în China o folosesc în fiecare zi, deoarece are interfață în engleză, germană și în alte 18 limbi. 

## Servicii
Se pot trimite mesaje text către o persoană sau un grup, mesaje vocale de până la 60 de secunde, mesaje video de 10 secunde, imagini și fișiere. Sunt posibile căutarea mesajelor text și traducerea acestora, conversații video și apeluri vocale. WeChat Moments (în chineză 朋友 圈) este un perete de postări pe care se poate pune conținut propriu sau link-uri pentru a le distribui prietenilor care pot evalua și comenta. 
Prin conectarea la un cont bancar chinezesc sau străin, WeChat devine o unealtă de plată mobilă ușor de operat și universală. 80% din utilizatorii WeChat folosesc portmoneul electronic. Nu numai că se poate utiliza în toate magazinele, automatele și plățile online, dar trimiterea de bani între prieteni (sau necunoscuți) se face, de asemenea, într-o clipeală. În China, adăugarea prietenilor noi se face de obicei, prin scanarea codului QR, folosind WeChat. 
„Conturile oficiale” pentru firme sunt interfețe simple, dar puternice, unde, asemenea unui site web, o companie transmite informații și noutăți abonaților. 
Cu toate că WeChat a fost dezvoltat numai pentru utilizare mobilă, există o versiune simplă pe calculator (Windows și OS X), folosită de multe companii și birouri din China pentru comunicare internă.